# Baikida Carroll
Baikida E. J. Carroll (* 15. Januar 1947 in St. Louis, Missouri) ist ein US-amerikanischer Jazztrompeter und Komponist. 
Carroll spielte in den 1970er Jahren eine Rolle in der Black Artists Group und dem Human Arts Ensemble in St. Louis und arbeitete in dieser Zeit mit Muhal Richard Abrams, Oliver Lake, Julius Hemphill und anderen Musikern dieser Community und nahm einige Platten unter eigenem Namen auf, zunächst in Paris Orange Fish Tears (1974). In den 1990er Jahren arbeitete er mit Sam Rivers, Pheeroan akLaff, Hemphill, im Jahr 2004 wirkte er in John Lindbergs Quartett am Album Winter Birds mit.
Carroll schrieb neben seinen Auftritten als Jazztrompeter zahlreiche Film- und Theatermusiken und stand unter anderem mit Albert King, Jay McShann, Amiri Baraka, Patti LaBelle, Little Milton, Charlie Haden und Dr. John auf der Bühne. 
Baikida Carroll ist der Sohn des Saxophonisten Jimmy Harris.

## Diskographie
Veröffentlichungen unter eigenem Namen
- Marionettes on a High Wire, OmniTone, 2001
- Door of the Cage, Soul Note, 1995
- Shadows and Reflections, Soul Note, 1982
- The Spoken Word, HatHut, 1979
- Orange Fish Tears, Palm, 1975

Mitwirkung
- John Lindberg Quartett, Winter Birds, 2004
- Sam Rivers, Culmination, BMG/RCA Victor, 1999
- Sam Rivers, Inspiration, BMG/RCA Victor, 1999
- Pheeroan akLaff, Global Mantras, Modern Masters, 1997
- New York Collective, Naxos, 1996
- Graham Parker, No Holding Back, Comet, 1996
- Julius Hemphill, Reflections, Freedom, 1995
- Steve Weisberg, I can't stand another night alone (in bed with you), ECM, 1994
- Charles Papasoff, Papasoff, Red Toucan, 1993
- Graham Parker, Struck By Lightning, Demon, 1991
- Oliver Lake, Gramavision Tenth Anniversary Sampler, Gramavision, 1990
- Carla Bley, Watts Work Family Album, ECM, 1989
- David Murray, New Life, Black Saint, 1988
- John Carter, Castles of Gauna, Gramavision, 1986
- David Murray, Live at Sweet Basil, Vol. 1, Black Saint, 1984
- David Murray, Live at Sweet Basil, Vol. 2, Black Saint, 1984
- Michele Rosewoman, The Source, Black Saint, 1984
- Jack DeJohnette, Inflation Blues, ECM, 1983
- Muhal Richard Abrams, Rejoicing with the Light, Black Saint, 1980
- Oliver Lake, Plug It, Gramavision, 1982
- Muhal Richard Abrams, Blues Forever, Black Saint, 1980
- Oliver Lake, Clevont Fitzhubert, Black Saint, 1980
- Muhal Richard Abrams, Mama and Daddy, Black Saint, 1980
- Oliver Lake, Prophet, Black Saint, 1980
- Vinnie Golia, Openhearted, Nine Winds, 1979
- Michael Gregory Jackson, Gifts, Novus, 1979
- Michael Gregory Jackson, Heart and Center, Novus, 1979
- Hidden Strength, Hidden Strength, United Artists, 1975
- Julius Hemphill, Coon Bid'Ness, Freedom, 1975
- Black Artists Group In Paris, Aries 1973, BAG Records, 1973
- Oliver Lake, NTU, The Point from Which Freedom Begins, Freedom, 1972
- Julius Hemphill, Dogon A.D., Mbari, 1972
- Solidarity Unit, Inc., Red, Black and Green, Universal Justice, 1972
- Human Arts Ensemble, Whisper of Dharma, Universal Justice, 1972
- Black Artists Group: For Peace and Liberty: In Paris Dec 1972, ed. 2024